# 에포나

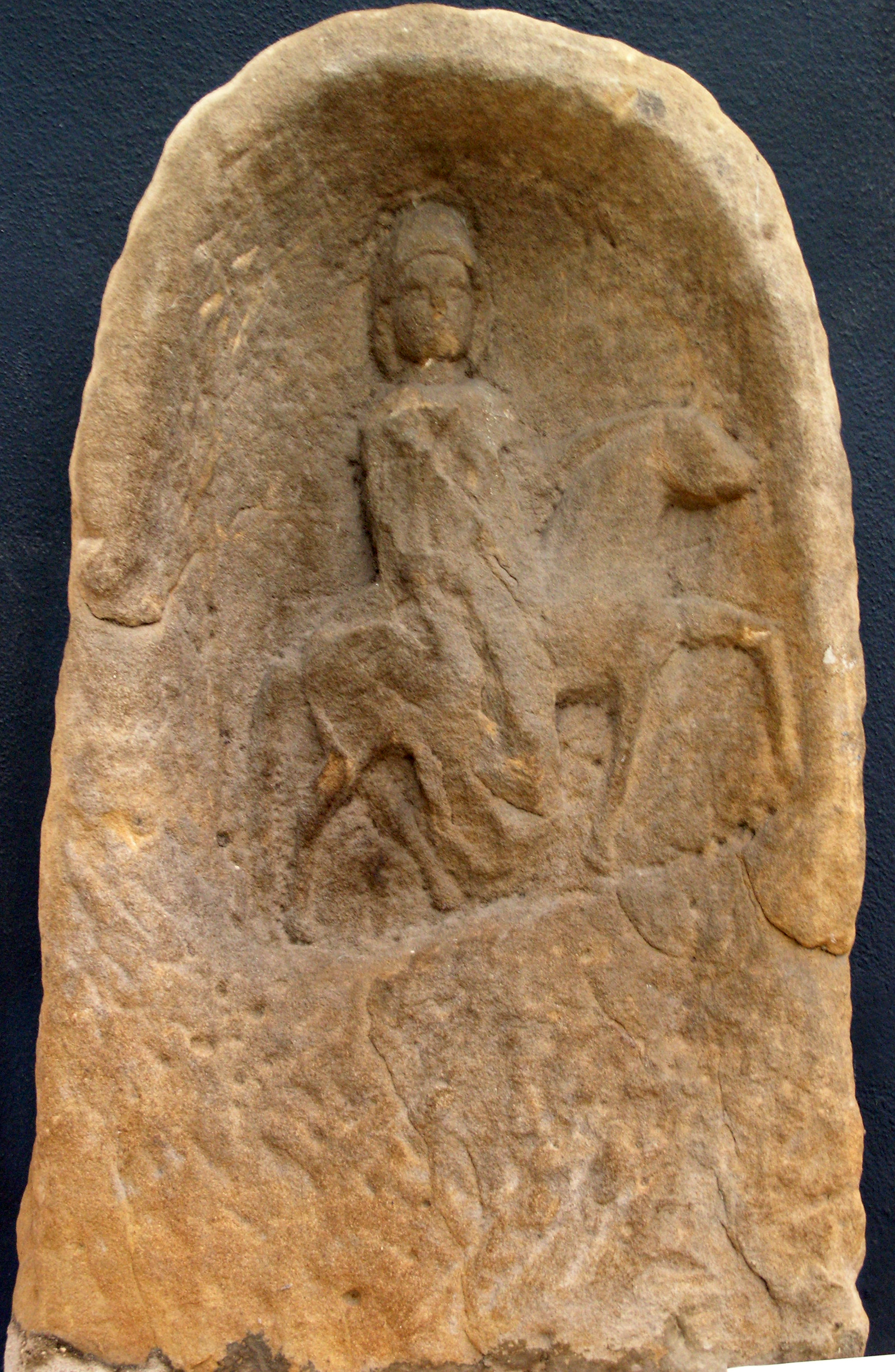
3세기 경의 석비에 나타난 에포나.

에포나(Epona)는 켈트 다신교의 말, 당나귀, 노새의 여신이다.

## 같이 보기
- 마제